# Livorno Beach Soccer
Il Livorno Beach Soccer è la squadra di beach soccer e rappresenta la città di Livorno. Milita in Serie A, il massimo campionato italiano di beach soccer.

## Storia
Il Livorno Beach Soccer fu fondato nel 2012 per volontà del presidente Gianluca Lombardini, il quale collaborava già con il presidente del Viareggio Beach Soccer. Nel campionato di Serie A nel 2013, con la squadra formata esclusivamente da calciatori italiani, per soli 2 punti non riesce a disputare la finale scudetto a Sambenedetto del Tronto. A fine stagione ben quattro giocatori della rosa livornese entrano in lista per la convocazione nella Nazionale di beach soccer dell'Italia. Il giocatore Juriy Cannarsa verrà infine convocato per il Campionato mondiale di beach soccer.
Nel 2014 ottiene il permesso della Federazione Italiana Giuoco Calcio di organizzare una delle tappe del campionato italiano di serie A di beach soccer, riscuotendo un ottimo successo e guadagnandosi la stima e i complimenti da parte del mondo del beach soccer in generale per le ottime capacità organizzative.
Nel 2016 affronta il suo quarto campionato consecutivo di serie A.

## Rosa

### Portieri
- Christian Mendez Lacarcel
- Ippolito Alessandro
- Flauret Franco
- Iacoponi Roberto

### Difensori
- Cofrancesco Armando
- Di Marco Claudio
- Amorese Marco
- Corucci Tommaso

### Jolly
- Montecalvo Alberto
- Alicante Valerio
- Banti Samuel
- Moni Alessandro
- Ezequiel Carrera
- Esposito Edoardo
- Digiacomantonio Jonathan
- Trombetta Francesco

### Attaccanti
- Lionetti Francesco
- Salvadori Simone
- Domenici Daniele
- Ardil Salvador "Chiky"
- Pacini Marco

### Staff
- Allenatore: Nicola Lami
- Allenatore in seconda: Enrico Razzauti
- Preparatore portieri: Salvatore Catania
- Preparatore atletico: Biagini Marco
- Massaggiatore: Barbieri Luca
- Team manager: Juriy Cannarsa